# Dactylispa pretiosula
Dactylispa pretiosula es una especie de insecto coleóptero de la familia Chrysomelidae.
Fue descrita científicamente en 1908 por Péringuey.